# Choa Saidanshah
Choa Saidanshah ou Choa Saidan Shah (en ourdou : چوآسيدن شاه) est une ville pakistanaise située dans le district de Chakwal, dans le nord de la province du Pendjab. C'est la quatrième plus grande ville du district. Elle est située à moins de cent kilomètres au nord de Sargodha.
La population de la ville a augmenté de près de 68 % entre 1998 et 2017 selon les recensements officiels, passant de 13 418 habitants à 22 509, soit une croissance annuelle moyenne s'affiche à 2,8 %, supérieure à la moyenne nationale de 2,4 %. Selon le recensement de 2023, la population de la ville monte à 41 074 habitants.
Près de 71 % des habitants parlent le pendjabi, tandis qu'environ 26 % des habitants ont le pachto pour langue maternelle et 2 % l'ourdou.
Essentiellement musulmane, la ville inclut une petite minorité chrétienne, comptant environ 300 fidèles.
Le taux d'alphabétisation de la ville s'élève à 77 % en 2023 (contre une moyenne nationale de 61 %), dont 85 % pour les hommes et 69 % pour les femmes.
|            | 1998 (rec.) | 2017 (rec.) | 2023 (rec.) |
| ---------- | ----------- | ----------- | ----------- |
| Population | 13 418      | 22 509      | 41 074      |